# John Cockerill Defense
John Cockerill Defense, anciennement CMI Defense, est un groupe franco-belge spécialisé dans l'industrie de l'armement, appartenant à l'homme d'affaires Bernard Serin, via l'entreprise belge John Cockerill. Le groupe conçoit, fabrique et améliore des systèmes tourelle-canon pour des calibres 25 à 120 mm. 
Certifiée OTAN en tant que fournisseur de systèmes d’armes, l'entreprise est reconnue par les autorités américaines, britanniques, belges ou encore françaises en tant que partenaire technique de développement de systèmes. John Cockerill participe ainsi à plusieurs programmes du Fonds européen de la défense afin de contribuer au renforcement de la base industrielle et technologique de la défense en Europe.

## Historique
En 2022, John Cockerill Defense présente le Cockerill i-X (en), un véhicule d'interception terrestre doté d’un système de combat. En 2023, dans le contexte de la guerre en Ukraine, John Cockerill Defense modernise plusieurs dizaines de véhicules M113 pour l'Armée belge destinées à l'Ukraine,,.
En 2024, le groupe John Cockerill prévoit de reprendre l'entreprise française Arquus (ex-Renault Trucks Defense), alors détenue par le groupe suédois Volvo, pour consolider sa filière défense et renforcer la coopération européenne en matière de défense,.
En juin 2024, l'État français, via l'Agence des participations de l'État (APE), ainsi que l'État belge prennent chacun 10 % dans John Cockerill Defense.

### Organisation

#### John Cockerill Defense France
John Cockerill Defense France, anciennement CMI Defense, spécialisée dans l'industrie de l'armement, est une entreprise française qui change de nom en 2020 et intègre la PME française spécialisée dans la simulation Agueris,.

#### Arquus
John Cockerill Defense détient l'entreprise française Arquus, anciennement Renault Trucks Defense, depuis juin 2024. Arquus emploie 1 300 salariés au sein de 4 sites de production, dont celui Marolles-en-Hurepoix qui produit plus de la moitié ds véhicules, ainsi que 2 centres R&D en 2020.